# U-859
| U-859                      | U-859                                                                         | U-859                                                                         |
| -------------------------- | ----------------------------------------------------------------------------- | ----------------------------------------------------------------------------- |
|                            |                                                                               |                                                                               |
|                            |                                                                               |                                                                               |
|                            |                                                                               |                                                                               |
| Під прапором               | Третій рейх                                                                   | Третій рейх                                                                   |
| Спуск на воду              | 2 березня 1943 року                                                           | 2 березня 1943 року                                                           |
| Виведений зі складу флоту  | 23 вересня 1944 року                                                          | 23 вересня 1944 року                                                          |
| Сучасний статус            | затоплений                                                                    | затоплений                                                                    |
| Проєкт                     |                                                                               |                                                                               |
| Тип ПЧ                     | Торпедний ДПЧ                                                                 | Торпедний ДПЧ                                                                 |
| Основні характеристики     |                                                                               |                                                                               |
| Швидкість (надводна)       | 19,2 вузлів                                                                   | 19,2 вузлів                                                                   |
| Швидкість (підводна)       | 6,9 вузлів                                                                    | 6,9 вузлів                                                                    |
| Гранична глибина занурення | 230 м                                                                         | 230 м                                                                         |
| Екіпаж                     | 57 осіб                                                                       | 57 осіб                                                                       |
| Розміри                    |                                                                               |                                                                               |
| Довжина найбільша (по КВЛ) | 87,6 м                                                                        | 87,6 м                                                                        |
| Ширина корпусу найб.       | 7,5 м                                                                         | 7,5 м                                                                         |
| Висота                     | 10,2 м                                                                        | 10,2 м                                                                        |
| Середня осадка (по КВЛ)    | 5,4 м                                                                         | 5,4 м                                                                         |
| Водотоннажність надводна   | 1616 т                                                                        | 1616 т                                                                        |
| Озброєння                  |                                                                               |                                                                               |
| Артилерія                  | одна палубна гармата калібру 105-мм, одна 37-мм та одна 20-мм зенітна гармата | одна палубна гармата калібру 105-мм, одна 37-мм та одна 20-мм зенітна гармата |
| Торпедно- мінне озброєння  | 4 носових і 2 кормових ТА. 24 торпеди                                         | 4 носових і 2 кормових ТА. 24 торпеди                                         |

U-859 — німецький підводний човен типу IXD2 часів  Другої світової війни.
Замовлення на будівництво човна було віддане 5 червня 1941 року. Човен був закладений на верфі суднобудівної компанії «AG Weser» у Бремені 15 травня 1942 року під заводським номером 1065, спущений на воду 2 березня 1943 року, 8 липня 1943 року увійшов до складу 4-ї флотилії. Також за час служби перебував у складі 12-ї флотилії. Єдиним командиром човна був капітан-лейтенант Йоганн Єбсен.
Човен зробив 1 бойовий похід, у якому потопив 3 судна (загальна водотоннажність 20 853 брт).
Потоплений 23 вересня 1944 року в Малаккській протоці поблизу Пінангу (05°46′ пн. ш. 100°04′ сх. д. / 5.767° пн. ш. 100.067° сх. д.) торпедами британського підводного човна «Треншант». 47 членів екіпажу загинули, 20 врятовані.

## Потоплені та пошкоджені кораблі[3]
| Назва      | Тип           | Належність      | Дата           | Тоннаж (БРТ) | Вантаж                                                      | Статус    | Місце                                                       |
| Colin      | торгове судно | Панама          | 26 квітня 1944 | 6 255        | 4 600 т сірки                                               | потоплено | 54°16′ пн. ш. 31°58′ зх. д. / 54.267° пн. ш. 31.967° зх. д. |
| John Barry | торгове судно | США             | 28 серпня 1944 | 7 176        | 8 200 т генеральних вантажів та 2 000 т срібла              | потоплено | 15°10′ пн. ш. 55°18′ сх. д. / 15.167° пн. ш. 55.300° сх. д. |
| Troilus    | торгове судно | Велика Британія | 1 вересня 1944 | 7 422        | 2 700 т кокосової олії, 2 300 т чаю, 2 000 т копри та пошта | потоплено | 14°10′ пн. ш. 61°04′ сх. д. / 14.167° пн. ш. 61.067° сх. д. |